# Bemus Point
Bemus Point és una població dels Estats Units a l'estat de Nova York. Segons el cens del 2000 tenia 340 habitants.

## Demografia
Segons el cens del 2000, Bemus Point tenia 340 habitants, 170 habitatges, i 95 famílies. La densitat de població era de 305,3 habitants/km².
Dels 170 habitatges en un 18,8% hi vivien nens de menys de 18 anys, en un 44,1% hi vivien parelles casades, en un 9,4% dones solteres, i en un 44,1% no eren unitats familiars. En el 38,8% dels habitatges hi vivien persones soles el 24,7% de les quals corresponia a persones de 65 anys o més que vivien soles. El nombre mitjà de persones vivint en cada habitatge era de 2 i el nombre mitjà de persones que vivien en cada família era de 2,65.
Per edats la població es repartia de la següent manera: un 17,6% tenia menys de 18 anys, un 4,7% entre 18 i 24, un 23,5% entre 25 i 44, un 26,5% de 45 a 60 i un 27,6% 65 anys o més.
L'edat mediana era de 47 anys. Per cada 100 dones de 18 o més anys hi havia 79,5 homes.
La renda mediana per habitatge era de 33.333 $ i la renda mediana per família de 46.250 $. Els homes tenien una renda mediana de 37.708 $ mentre que les dones 25.625 $. La renda per capita de la població era de 19.943 $. Entorn del 3,9% de les famílies i el 7,6% de la població estaven per davall del llindar de pobresa.